# 1818 aux États-Unis
Pour des articles plus généraux, voir Chronologie des États-Unis et 1818.
Chronologie des États-Unis
- 1814
- 1815
- 1816
- 1817
- 1818
- 1819
- 1820
- 1821
- 1822

Cette page concerne des événements d'actualité qui se sont produits durant l'année 1818 du calendrier grégorien aux États-Unis.

## Gouvernement
- Président : James Monroe (Républicain-Démocrate)
- Vice-président : Daniel D. Tompkins (Républicain-Démocrate)
- Secrétaire d'État : John Quincy Adams (Républicain-Démocrate)
- Chambre des représentants - Président : Henry Clay (Républicain-Démocrate)

## Événements
- 4 avril : le Congrès des États-Unis fixe définitivement le nombre de treize bandes sur le drapeau américain alors que le nombre d'étoiles évolue et atteint 20. L'acte, signé par le président Monroe dit aussi que le drapeau doit changer désormais à chaque entrée d'un État dans l'Union, le 4 juillet (le Jour de l'indépendance, fête nationale américaine) suivant cette entrée, par l'ajout d'une étoile par État supplémentaire.
- 7 avril : Brooks Brothers, le plus vieux tailleur de vêtements pour homme aux États-Unis, ouvre son premier magasin où se trouve de nos jours South Street Seaport, dans New York.
- 24 mai : prise de Pensacola (Floride) par l'armée du général Jackson qui dépose le gouvernement espagnol.

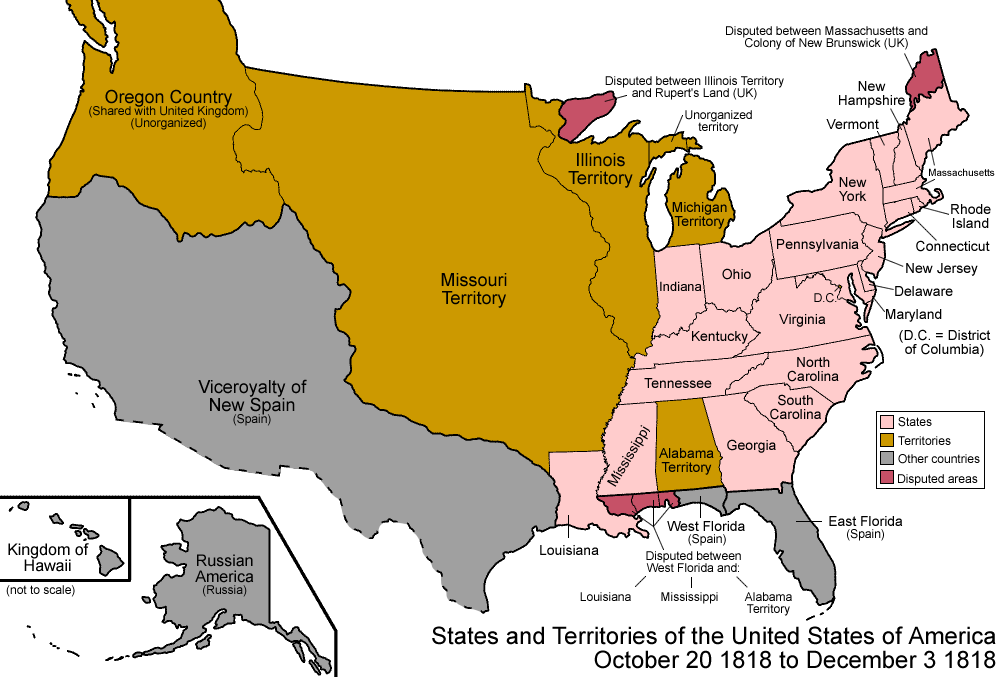
20 octobre - 3 décembre 1818

- 20 octobre : la Convention de 1818 établie entre les États-Unis et la Grande-Bretagne, fixe la frontière au nord-ouest sur le 49e parallèle depuis l'ouest du lac des Bois jusqu’aux Rocheuses ce qui entraine la création de l'Angle nord-ouest du Minnesota. De plus, l’Oregon est ouvert à la fois à la colonisation anglaise et américaine[1]. L'Oregon Country est constitué de la majeure partie des actuels États de l'Idaho et de l'Oregon, de la totalité de l'État de Washington, et d'une partie du Montana, ainsi que du sud de la province canadienne de Colombie-Britannique. Le traité transfère le bassin de la Red River aux États-Unis ; il est formé du nord-ouest du Minnesota, du nord-est du Dakota du Nord et de la pointe nord-est du Dakota du Sud.

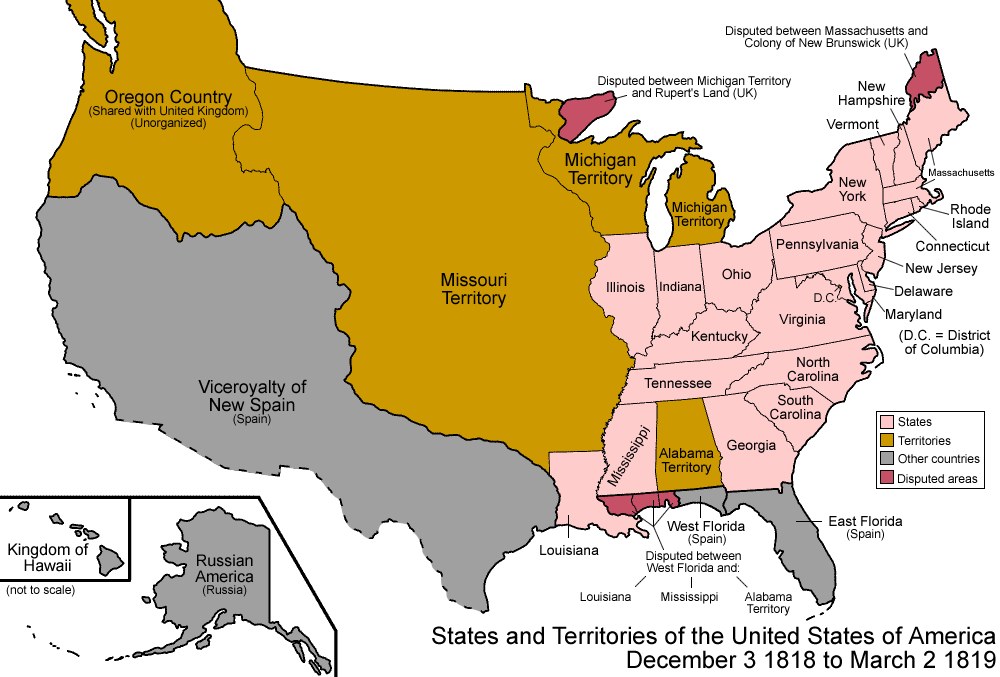
3 décembre 1818 - 2 mars 1819

- 3 décembre : la partie sud du Territoire de l'Illinois devient le 21e État, l'Illinois, ce qui donne la majorité aux États antiesclavagistes. La partie nord est réassignée au Territoire du Michigan[2]
- La Compagnie de la Baie d'Hudson s’installe définitivement dans le secteur de Fort Vancouver au sud de l’État de Washington.
- Construction de la maison Augusta en Géorgie aux États-Unis par Nicholas Ware, aussi connue sous le nom de Ware's Folly pour son coût dispendieux. Cet édifice fait partie du Registre national des lieux historiques.
- William Strickland commence la construction de la Second Bank of the United States, à Philadelphie.

#### Articles généraux
- Histoire des États-Unis de 1776 à 1865
- Évolution territoriale des États-Unis
- Première Guerre séminole

#### Articles sur l'année 1818 aux États-Unis
- Drapeau des États-Unis
- Convention de 1818